# Ciril Žnidaršič
Ciril Žnidaršič, slovenski gradbeni inženir, hidrotehnik * 3. avgust 1882, Ilirska Bistrica, † 2. november 1938, Ljubljana.

## Življenje in delo
Ciril Žnidaršič, sin profesorja Jakoba Žnidaršiča, je leta 1901 maturiral na gimnaziji v Sarajevu in 1906 diplomiral na gradbenem oddelku Tehniške visoke šole v Gradcu. Služboval je pri Kranjskem deželnem zboru v Ljubljani do 1909, pri melioracijskem uradu za Dalmacijo v Zadru do 1918, bil vodja oblastnega hidrotehniškega oddelka v Splitu do 1925, ko je bil imenovan za izrednega in 1938 za rednega profesorja na Tehniški fakulteti v Ljubljani za predmet vodne zgradbe. Bil je predstojnik fakultetnega Inštituta za vodne zgradbe  in botroval ustanovitvi Vodogradbenega laboratorija (1937).
Žnidaršič je veliko časa, truda in življenjske energije posvetil študiju literature, zbiranju podatkov, razglabljanju o gradbenih problemih in njihovem originalnem reševanju; posvečal se je tudi študentom, sam zasnoval in vodil vsa predavanja in vaje. V okviru predmeta vodne zgradbe je predaval snov, ki je danes razdeljena na 8 samostojnih predmetov (hidrologija, hidravlika, izraba vodnih sil, prometna, sanitarna in gospodarska hidrotehnika, fundiranje, geomehanika).
Žal je mnogo zbranega gradiva ostalo neizkoriščenega, napisanega le na listkih, v katerih se nihče ne znajde, le malo je ohranjenega v zapiskih predavanj posameznih slušateljev. Nekatere naštudirane teme je nameraval publicirati, objavil pa je le nekaj člankov.